# Petersberg, Saale
Petersberg là một đô thị thuộc huyện Saalekreis, bang Saxony-Anhalt, Đức.